# 斑唇卷瓣兰
斑唇卷瓣兰（学名：Bulbophyllum pectenveneris）为兰科石豆兰属下的一个种。

## 扩展阅读
維基物種上的相關：斑唇卷瓣兰